# Mickaël Jeannin
Pour les articles homonymes, voir Jeannin.
Mickael Jeannin (né le 9 janvier 1987 à Besançon en France) est un coureur cycliste français.

## Palmarès sur route

### Par années
- 2004
  - 3e du Tour de la Vallée de la Trambouze
- 2008
  - 5e étape de la Ronde de l'Oise
  - 2e du Critérium du Printemps
  - 3e du Grand Prix de Chardonnay
- 2010
  - 1re étape des Boucles de la Marne
  - 2e de Troyes-Dijon
- 2011
  - Grand Prix de Golbey
  - 3e de Dijon-Auxonne-Dijon
  - 3e du Grand Prix Christian Fenioux
- 2012
  - Champion de Franche-Comté[2]
  - Grand Prix d'Amnéville
  - Prix de Saint-Amour

### Classements mondiaux
| Année           | 2008 | 2009 | 2010  | 2011 |
| --------------- | ---- | ---- | ----- | ---- |
| UCI Europe Tour | 974e | 702e | 1064e | 775e |

## Palmarès sur piste

### Championnats de France
- 2003
  -  Champion de France de la course aux points cadets
- 2004
  -  Champion de France de la course aux points juniors